# Fatti più in là/No, io non ci sto
Fatti più in là/No, io non ci sto è il secondo singolo del gruppo musicale italiano Le Sorelle Bandiera, pubblicato nel 1978 e successivamente incluso nell'album L'importante è non farsi notare (Colonna sonora del film).

## Descrizione
Il disco contiene la sigla della trasmissione televisiva di Renzo Arbore L'altra domenica, il brano Fatti più in là, composto da Adriano Fabi, in arte Cashin, e Roberto Conrado su testo di Renzo Arbore. Il disco è stato arrangiato da Claudio Fabi. Le parti vocali del disco sono eseguite dal gruppo delle Baba Yaga.
Il singolo è stato pubblicato dalla CBS nel 1978 in due edizioni, entrambe su 7", per il mercato italiano. La prima con una copertina disegnata da Gian Francesco Ramacci, con numero di catalogo CBS 6786. La seconda, con il medesimo numero di catalogo, ma in copertina una fotografia di G. Cantone che ritrae il trio. Entrambe riportano sul lato B il brano No, io non ci sto, composta da Adriano Fabi su testo di Renzo Arbore, e il medesimo retro copertina.
Fatti più in là è stata inoltre pubblicata nel 1979 dalla CBS in un 7" edizione per jukebox con numero di catalogo JC 124, come retro del singolo di Asha Puthli Mr. Moonlinght.
I due brani contenuti nel singolo sono stati inclusi successivamente nella colonna sonora del film L'importante è non farsi notare e di conseguenza nell'album omonimo eseguito dalle Sorelle Bandiera e dalla S.B. Orchestra, pubblicato nel 1979.

## Tracce
1. Fatti più in là (testo: Renzo Arbore – musica: Adriano Fabi, Roberto Conrado)
2. No, io non ci sto (testo: Renzo Arbore – musica: Adriano Fabi)

## Formazione
- Tito LeDuc
- Neil Hansen
- Mauro Bronchi